# IPhone 3GS
De iPhone 3GS is een smartphone ontworpen en op de markt gebracht door Apple Inc.
Op 8 juni 2009 werd op de WWDC-conferentie de iPhone 3GS aangekondigd, waarbij de S staat voor Speed (snelheid).
Deze werd vanaf 26 juni 2009 in de Benelux verkocht.
Dit model bevatte nieuwe functies, onder andere een ingebouwd digitaal kompas, stembediening (voicecontrol) en een nieuwe 3,2 megapixelcamera met de mogelijkheid te filmen in VGA-kwaliteit. De iPhone 3GS is ongeveer tweemaal zo snel als de iPhone 3G.
De iPhone 3GS werd oorspronkelijk gepresenteerd als de iPhone 3G S, maar werd een week na de introductie officieel hernoemd naar iPhone 3GS, zonder spatie. De naam is aangepast omdat dit beter voor zoekmachines op het internet is.
Na de introductie van de iPhone 5 is het zwarte 8GB-model uit de handel gehaald door Apple.

## Functies
Deze versie van de iPhone, die op 8 juni 2009 tijdens de WWDC 2009 werd geïntroduceerd, bevatte enkele nieuwe functies. Deze iPhone was gemiddeld twee keer zo snel als zijn voorganger, had tweemaal zoveel geheugen en een nieuwe processor. De iPhone 3GS ondersteunt 7,2-Mbps HSDPA voor hogere netwerksnelheden. Deze iPhone maakt gebruik van de OpenGL ES 2.0-standaard voor hoogwaardige 3D-beelden, waardoor de weergave in spelletjes en andere veeleisende grafische programma's beter is dan bij de vorige generaties. Ook is er een ingebouwd digitaal kompas dat zowel het geografische noorden als het magnetische noorden kan aanduiden. Het kompas wordt gebruikt in combinatie met gps, in verscheidene applicaties waaronder de standaardapplicatie "Kaarten". De iPhone 3GS is uitgerust met speciale toegankelijkheidsfuncties voor gebruikers die visueel gehandicapt zijn of gehoorproblemen hebben. Enkele voorbeelden van dergelijke functies zijn: de schermlezer van VoiceOver, een zoomfunctie, een optie voor wit-op-zwart-weergave en monogeluid. Ook de stembediening is nieuw. Voortaan kan iemand via spraak een telefoongesprek starten, een liedje starten of titel en artiest van het afgespeelde nummer opvragen. Verder gebruikt deze iPhone 3GS bluetooth 2.1, in tegenstelling tot zijn voorganger die Bluetooth 2.0 gebruikte. De iPhone 3GS heeft een vetafstotende laag tegen vingerafdrukken en kan worden bediend met de afstandsbediening via de koptelefoon.
Hoewel Apple in het begin heeft gezegd dat ze niet meedoen aan de megapixel-hype (omdat megapixels niet altijd iets zouden zeggen over de kwaliteit), heeft het bedrijf de telefoon uiteindelijk toch een nieuwe camera gegeven. De telefoon bevat nu een 3 megapixel-camera met autofocus, autowitbalans, tap to focus (je drukt ergens op het scherm, en de camera focust op dat gebied). Ook kan de nieuwe camera filmen met 30 beelden per seconde (fps) met VGA-kwaliteit. Ter vergelijking: de meeste televisieprogramma's rond die tijd gebruikten 25 fps, de huidige televisieprogramma's hebben een minimum van 60 fps.
De 3GS heeft een verbeterde batterijcapaciteit, waardoor deze 30 uur lang audio kan afspelen (6 uur langer dan voorheen), 10 uur lang video afspelen (+3 uur), 9 uur lang wifi gebruiken (+3 uur) en heeft hij 12 uur gesprekstijd op het 2G-netwerk (+2 uur). Ook de iPhone 3GS heeft een update gekregen naar de zesde release van de firmware van Apple (iOS 6).

## Specificaties
| Scherm                | Beelddiagonaal van 3,5" (8,9 cm), resolutie van 480 bij 320 pixels. Scherm gebruikt een multitouch-touchscreentechnologie. Met 163 ppi.                                   |
| Grootte               | 115,5 × 62,1 × 12,3 mm |
| Gewicht               | 135 gram |
| Besturingssysteem     | Aangepaste versie van Mac OS X iPhone OS 3.0 (voorgeïnstalleerd) t/m iOS 6 (6.1.6)                                                                                        |
| Verbindingen          | Met de computer via een 30 pins-iPod-dockconnector, wifi, Bluetooth. |
| Netwerken             | GSM (850, 900, 1800, 1900 MHz), Data GPRS/EDGE (Tot 220 Kbps), UMTS/HSDPA (850, 1900, 2100 MHz)                                                                           |
| Geheugen              | 8, 16 of 32 GB intern, niet uitbreidbaar geheugen. |
| Batterij              | Ingebouwd herlaadbare lithium-ion-batterij. Beltijd: 12 uur op 2G, 5 uur op 3G. Internet: 5 uur op 3G, 9 uur op wifi. Audio: 30 uur, video: 10 uur. In stand-by: 300 uur. |
| Camera                | 3,2 megapixel, foto en film |
| Kleur                 | Zwart of wit |
| Levering              | Benelux: 26 juni 2009 - VS: 19 juni 2009 |
| Versie                | Wordt geleverd met iPhone OS 3.0. Vanaf 21 juni 2010 met iOS 4.0. Vanaf heden met iOS 6.0                                                                                 |
| Standaard             | iPhone OS 3.0 |
| Huidige ondersteuning | iOS 6.1.6 (per 21 februari 2014 en tevens de laatste ondersteunende update voor de iPhone 3GS)                                                                            |